# Pic de Maubermé
Le pic de Maubermé (tuc de Maubèrme en aranais) est un sommet frontalier des Pyrénées culminant de 2 880 à 2 882 m d'altitude entre l'Espagne et la France. Côté français, il se situe dans le département de l'Ariège en région Occitanie. Côté espagnol, il se situe dans la province de Lérida en Catalogne.

## Géographie

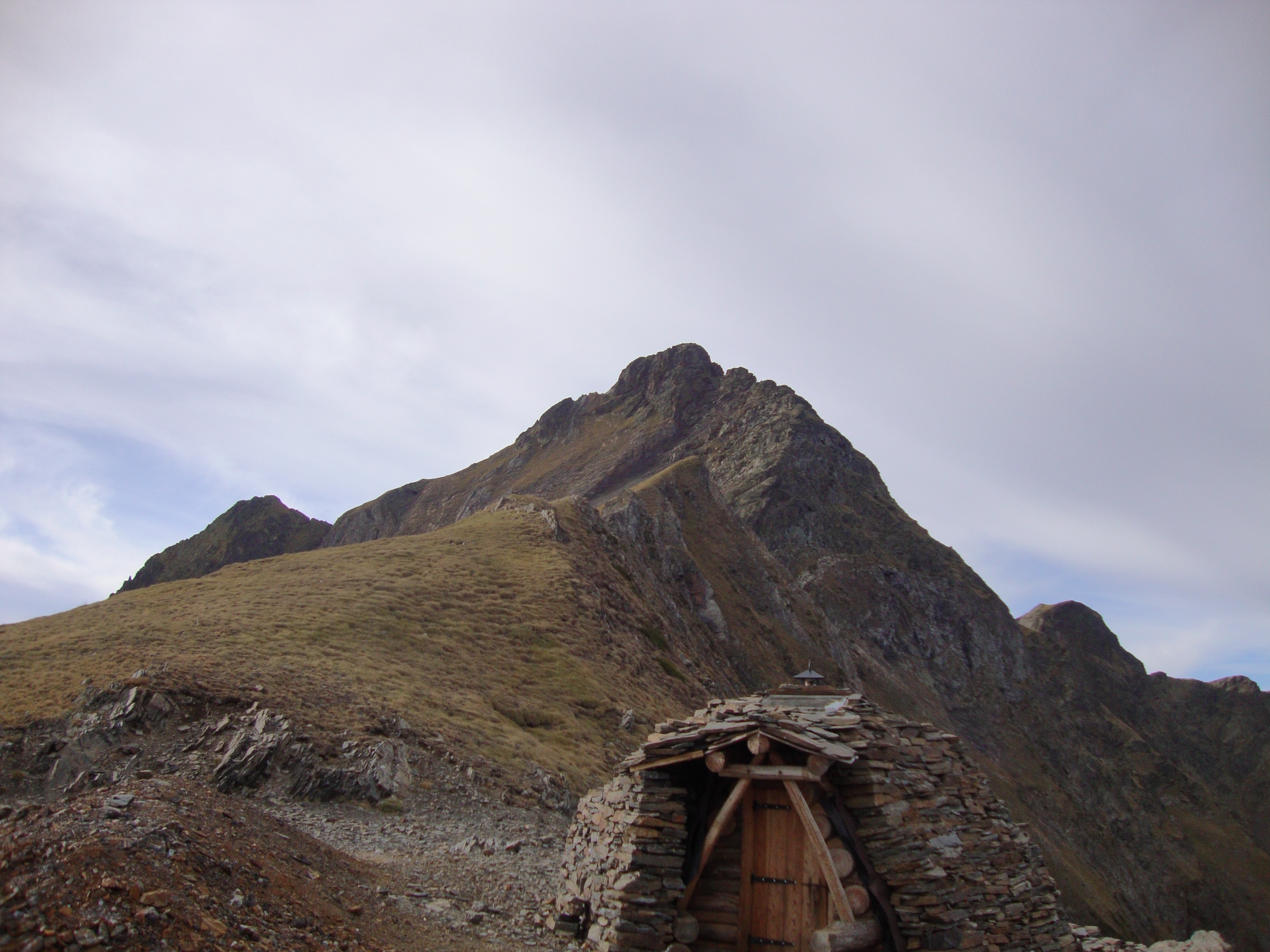
Le Maubermé depuis le port d'Urets.

C'est le point culminant du Couserans. Frontalier avec l'Espagne, il est en limite du territoire de la commune de Sentein en Ariège dans le Castillonnais, et du territoire de la commune de Naut Aran dans la comarque du Val d'Aran.

### Géologie
Une carte géologique au 1:50 000e intitulée « Pic de Maubermé XIX - 48 » est éditée par le Bureau de recherches géologiques et minières. Elle est géographiquement centrée sur le pic mais couvre un territoire beaucoup plus vaste dont les 5/6 se trouvent en Espagne. Elle est accompagnée d'une notice explicative détaillée sur cette zone à la géologie complexe et de grand intérêt métallogénique. Des mines de plomb et zinc ont été exploitées au XXe siècle à proximité immédiate sur les deux versants de la frontière.

### Climat
Le climat est de type montagnard atlantique.

### Faune
Le pic de Maubermé est au centre d'une zone d'altitude où se trouve le lézard pyrénéen du Val d'Aran (Iberolacerta aranica) endémique de ce petit secteur des Pyrénées centrales. Il est considéré en danger (EN) sur la liste rouge de l'Union internationale pour la conservation de la nature.

## Voies d'accès
Pour la France : il est accessible depuis le gîte d'étape d'Eylie ou du parking au-delà du Bocard d'Eylie (949 m), par une randonnée assez difficile de presque 2 000 m de dénivelé en remontant dans un premier temps le cours du Lez puis après la confluence du ruisseau d'Urets en rive droite, il convient de suivre le balisage remontant en rive gauche de l'Urets (boucle des Mineurs), vers le port d'Urets frontalier à 2 512 m d'altitude. De là, il faut contourner toute la face sud du Maubermé pour atteindre le sentier face ouest et un sentier taillé dans des blocs rocheux jusqu'au sommet.
Depuis l'Espagne : une piste part de Bagergue (peu avant Baqueira) et suit le torrent vers le nord. Après 1 km, la piste bifurque (altitude environ 1 500 m) à droite et n'est désormais accessible que par un véhicule 4 × 4, un VTT ou à pied. Après environ 5,5 km, une épingle à cheveux (altitude environ 2 000 m) sépare la piste qui poursuit jusqu'aux étangs de Liat (direction nord-ouest) et le sentier facile (à pied comme en vélo) direction sud-est qui tourne pour revenir au nord-est et mène au lac de Montoliu (2 365 m). On continue jusqu'au pied de la face sud du Maubermé pour prendre le sentier face ouest.